# 亚历山大·古契科夫
亚历山大·伊万诺维奇·古契科夫（俄語：Алекса́ндр Ива́нович Гучко́в，1862年10月14日—1936年2月14日），俄国十月党政治人物，国家杜马主席，二月革命后的临时政府首任陆军与海军部部长。
出身于莫斯科一个工厂主家庭，母亲为法国人。在莫斯科大学学习历史与人文科学，又赴德国柏林学习政治经济学。在蒙古、西伯利亚骑马旅行。继承家产成为一个大资本家、一家保险公司老板。布尔战争中志愿参战，并被英军俘获。日俄战争中，以俄罗斯红十字会工作人员身份参加了战地救护。在俄国1905年革命中，古契科夫认为俄国立宪民主党过于教条化与全球化。1906年10月，创建了俄国十月党，主张温和自由主义并捍卫沙皇君主制。
第一次世界大战爆发后，以俄国红十字会身份工作，又出任军工委员会负责人，组织大企业主配合战争物资生产。
1917年二月革命中，亲赴普斯科夫劝说沙皇退位。第一届临时政府中，任陆海军部部长。主张“把世界战争进行到彻底胜利”。其强硬态度激起彼得格勒士兵与工人的骚乱，1917年4月29日被迫下台。随后支持科尔尼洛夫的军事政变。
十月革命后，向白军提供雄厚的财力支持。苏俄内战结束后，移民法国。